# 西溪南村

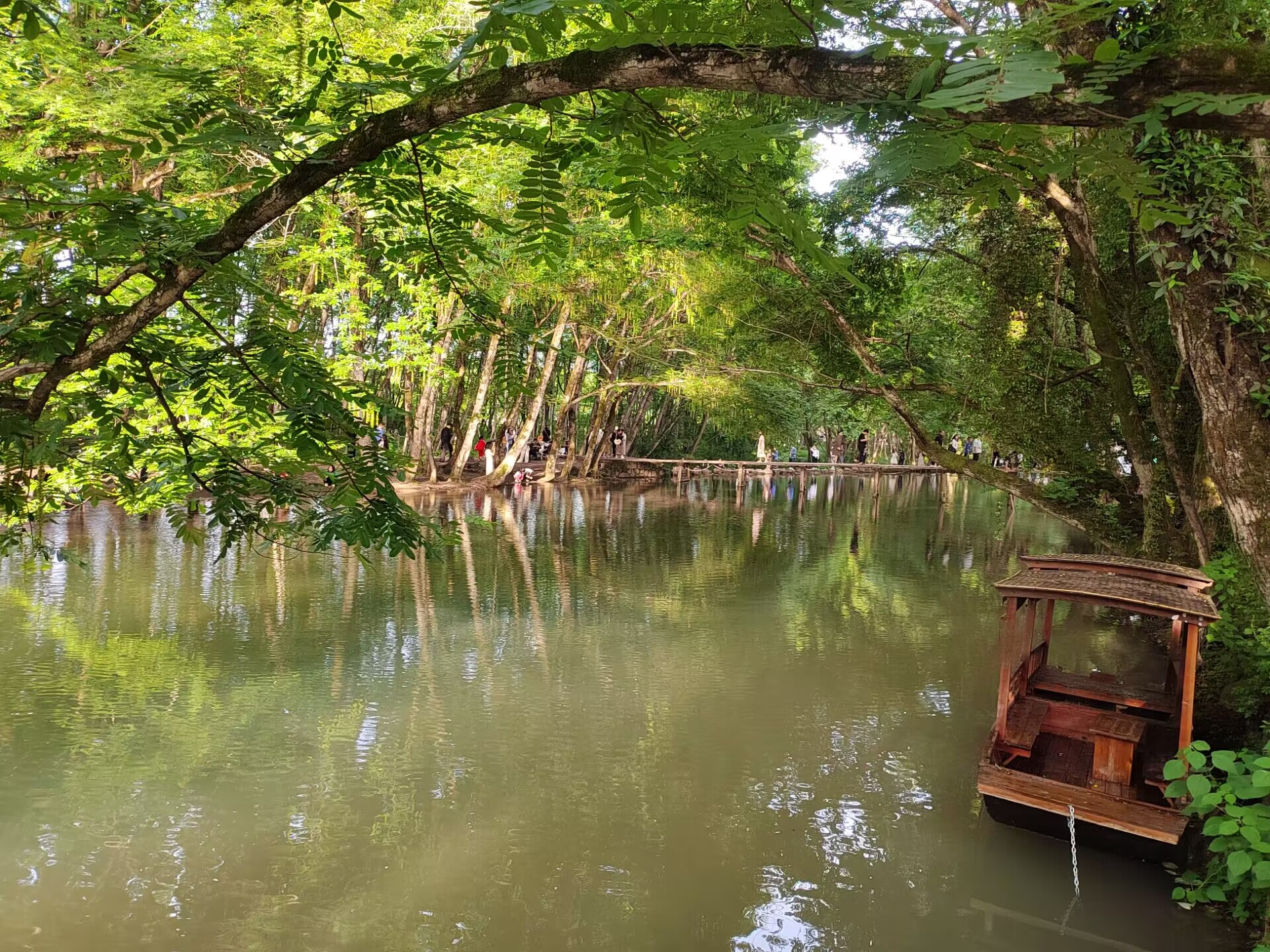
湿地枫杨林

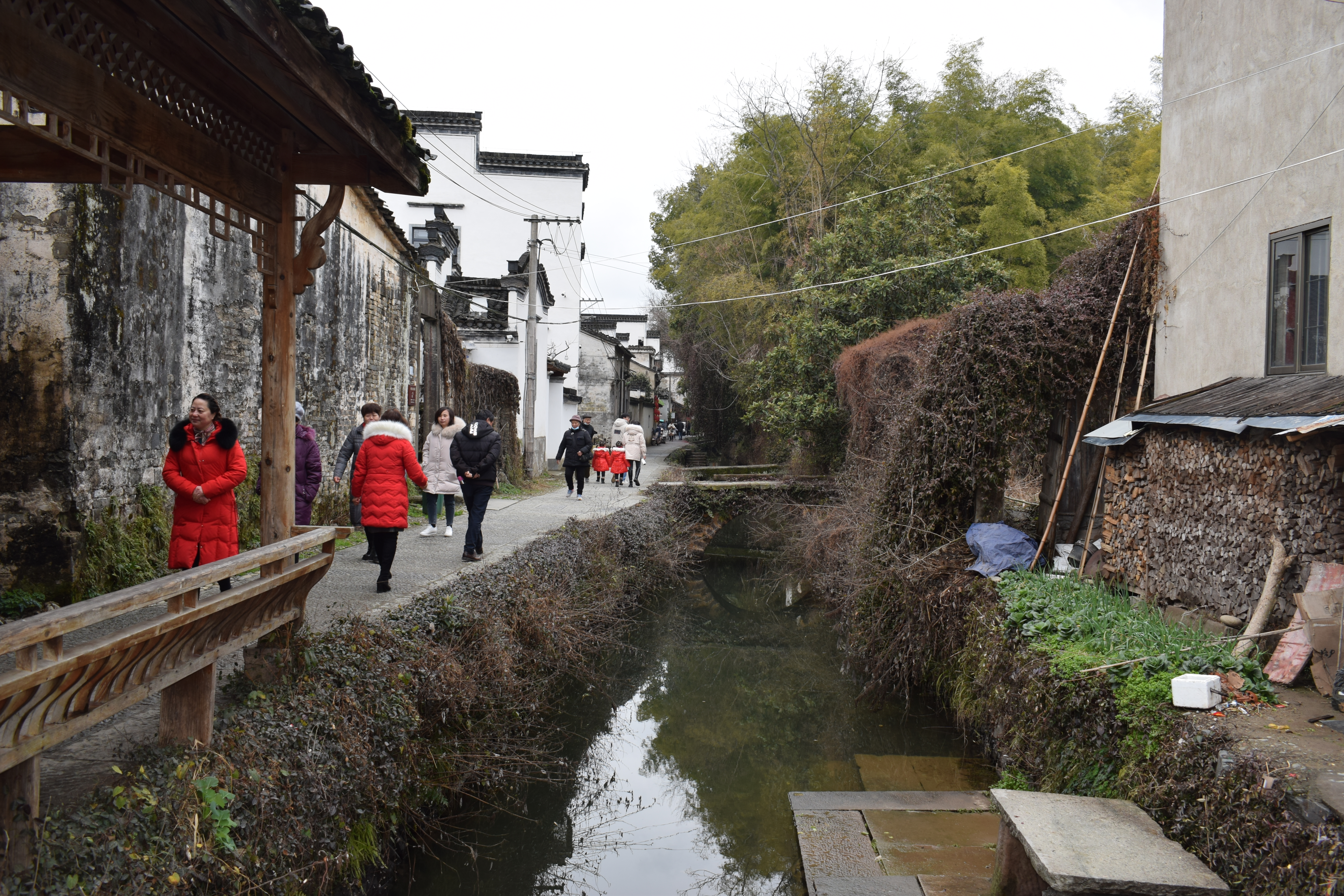

西溪南村，是中华人民共和国安徽省黄山市徽州区西溪南镇下辖的一个村级行政单位。村落位于丰乐河畔，古村落保存完好，为原汁原味的古村落，村中保存有100余处明清古建筑，其中包括包括全国重点文物保护单位老屋阁及绿绕亭，不收门票。村中有绵延4公里的枫杨林，溪边街、中街、后街三条古街横贯全村，三条小溪从条堨、陇堨、雷堨依次引水入村，建有多座古桥，如永济桥、福泽桥、雷泽桥等，居民临水而居。

## 历史
西溪南村创建于唐懿宗咸通元年（860年）。徽州最早的状元舒雅系南唐保大八年（950年）庚戌科状元。
明清时期，西溪南是徽商发源地之一，足迹遍布淮扬、南京、杭州，巨贾甚多，如吴天行、吴养春，号称“歙邑首富”。富商大多回乡修建私宅、园林、祠堂等，曾有10多处私家园林，称为“溪南十园”（果园、钓雪园、高士园、曲水园、野径园、十二楼等），吴天行私家花园“果园”尚有遗迹可寻。自元代起就有“溪南八景”（祖祠乔木、梅溪草堂、南山翠屏、东畴绿绕、清溪涵月、西陇藏云、竹坞凤鸣、山源春涨），曾一再成为祝枝山、石涛等诸多大家诗画描绘的主题。明清时期，西溪南繁华五百年，沿着三条小溪两岸，街巷建筑密集，宽2华里，长5华里，号称“千灶万丁”。咸丰六年（1856年），太平军与清军、乡团在西溪南激战，十室九空，村落绝大部分被毁。

## 风景名胜
西溪南村拥有多处文物保护单位，包括国保1处，省保1处，区保1处。
| 编号                 | 名称                 | 年代                 | 地址                 | 分类                 | 图片                 | 备注                 |
| 全国重点文物保护单位 | 全国重点文物保护单位 | 全国重点文物保护单位 | 全国重点文物保护单位 | 全国重点文物保护单位 | 全国重点文物保护单位 | 全国重点文物保护单位 |
| -------------------- | -------------------- | -------------------- | -------------------- | -------------------- | -------------------- | -------------------- |
| 4-142                | 老屋阁及绿绕亭       | 明                   | 西溪南镇西溪南村     | 古建筑               |                      |                      |
| 安徽省文物保护单位   |                      |                      |                      |                      |                      |                      |
| 8-78                 | 莘桥（长虹桥）       | 明                   | 西溪南镇西溪南村     | 古建筑               |                      |                      |
| 徽州区文物保护单位   |                      |                      |                      |                      |                      |                      |
|                      | 雷堨                 |                      | 西溪南镇西溪南村     |                      |                      |                      |

此外，在西溪南村保存有老屋祠、果园等古建筑遗迹。在元宵节，西溪南的仁德社和老屋祠会为吴氏宗族的新婚夫妇举行隆重的“发灯”仪式。上街的仁德社遗址还保留一颗500多年的银杏树。
2014年11月25日，西溪南列入第三批中国传统村落名录。
2019年-2021年，在西溪南中街沿线，按照“原址、原貌、原工艺”的原则，恢复重建了国宾坊、进士坊、应龙坊三座古牌坊。
西溪南拥有安徽独一无二的原生态天然湿地枫杨林，郁郁葱葱，空气清新，未经任何开发，近年成为黄山市的“网红”景点，被誉为现实版的“绿野仙踪”，原本少有游人的古村落旅游迅速升温。西溪南采取与传统旅游景区不同的发展路径，即无门票、重业态的形式，注入文化创意新兴产业，培育创意产业特色小镇。

## 名人
与西溪南有关的文化名人众多，包括祝枝山、董其昌、李流芳、吴廷、吴桢、吴家凤、吴龙、石涛、渐江、等人。

## 西溪南与《金瓶梅》
当地人潘志义经过十多年考证，认为西溪南是《金瓶梅》故事发生地，其作者兰陵笑笑生是当地人汪道昆，西门庆的人物原型是西溪南大盐商吴天行，西门庆的私家花园是以吴天行的前、后花园（葫芦门、果园）为原型，藏春坞以“十二楼”的假山为原型。徽州区旅游局长王潮涌也发表《汪道昆、潘之恒合作<金瓶梅>考证》，认为《金瓶梅》系徽州人汪道昆与其弟子潘之恒合作创作。2003年，徽州区将“《金瓶梅》故事景点开发”作为招商项目，2004年，由浙江、上海和徽州本地商人联合组成投资公司，投资开发金瓶梅遗址公园，2005年下半年启动计划，首期投资600万元，由西溪南古村落旅游开发公司负责开发，2006年“五一”计划开业时被叫停，2007年4月23日遗址公园正式开放，再次成为争议的焦点，项目再被叫停。